# Auditorio citiBanamex
Auditório Banamex (anteriormente conhecido como Auditório Coca-Cola, Auditório Fundidora e Auditorio Citibanamex) é um anfiteatro interior, localizado no Parque Fundidora, em Monterrey, Nuevo León, México. Foi o principal fórum para concertos, até o Monterrey Arena ser inaugurado em 2003. O anfiteatro foi inaugurado em 1994 com o patrocínio da Coca-Cola. Quando o local foi utilizado com menos frequência, a financeira mexicana chamada de Grupo Financiero Banamex, tornou-se seu novo patrocinador, com um investimento de vinte milhões de dólares. O local foi fechado por quase dois anos para ser renovado, o que incluiu a atualização da estrutura geral do local, convertendo-a em um anfiteatro interior. As atualizações adicionais incluíram showrooms (um salão junto com outras áreas de lazer).